# Friedrich Constantin von Beust

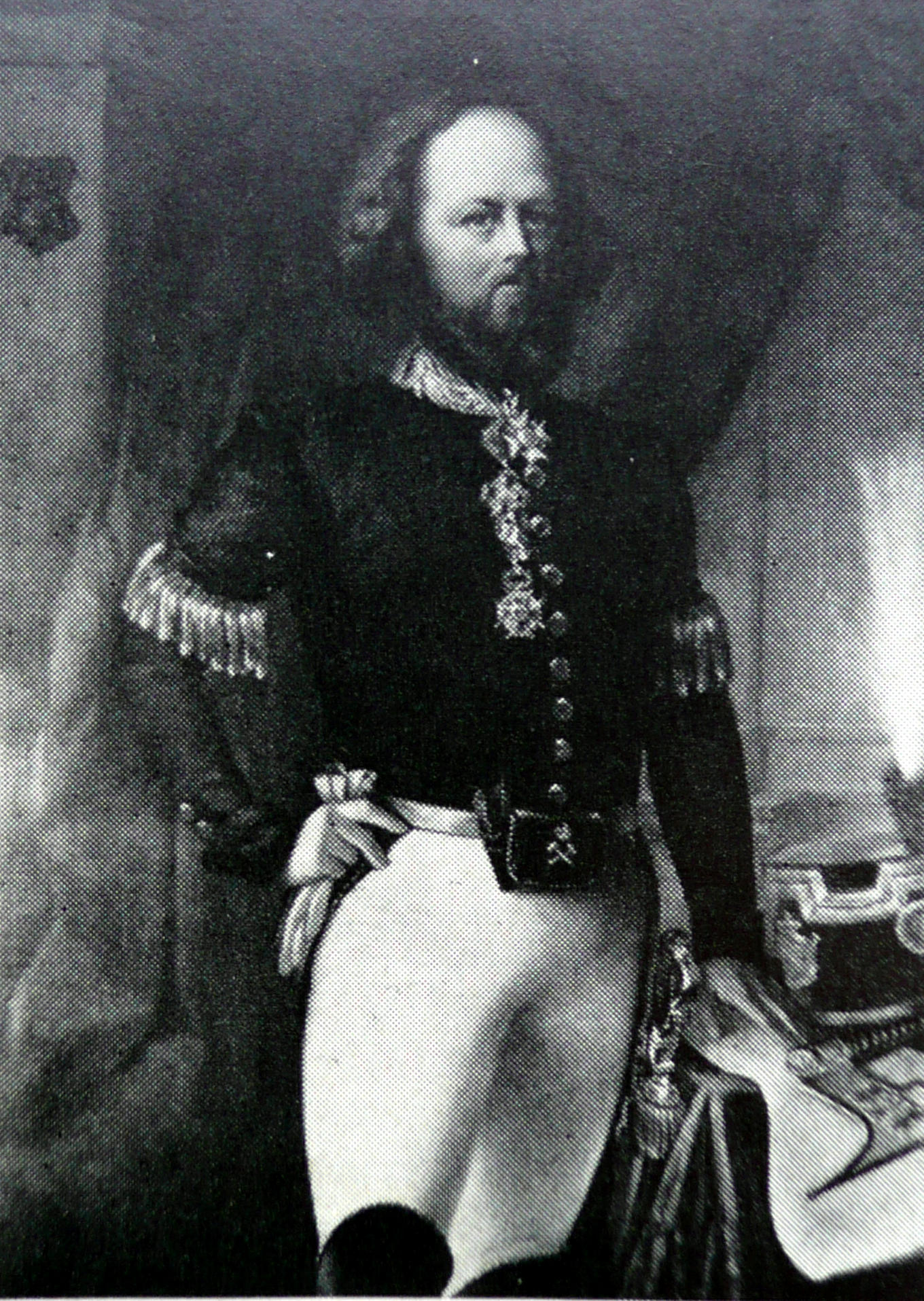
Friedrich Constantin von Beust als sächsischer Oberberghauptmann

Friedrich Constantin Freiherr von Beust (* 11. April 1806 in Dresden; † 22. März 1891 in Torbole, Italien) war ein deutscher Mineraloge, Geologe und Jurist. Beust war der letzte Oberberghauptmann in Sachsen, bis der Titel 2010 wieder an Reinhard Schmidt vergeben wurde.

## Leben
Er entstammte der deutschen Adelsfamilie von Beust. Sein Vater Freiherr Friedrich Karl Leopold von Beust war Kammerherr am sächsischen Hof und Oberhofgerichtsrat. Seine Ehefrau war Marie von Houwald (1820–1897) aus Straupitz. Das Ehepaar hatte einen Sohn Karl von Beust, 1851 geboren, kgl. sächs. Oberleutnant. Er war zweimal verheiratet, seit 1880 mit Marie Bertha von Veh, verstorben 1885, sowie seit 1891 mit Frieda Franziska, geschiedene Wasserburger, geborene von Pette. Aus zweiter Ehe stammt Friedrich Joachim Hans Carl von Beust, geboren 1892 zu Dresden und somit der einzige Enkel des Constantin Freiherr von Beust. Sein jüngerer Bruder ist Graf Friedrich Ferdinand von Beust (1809–1886). Er war ein bedeutender sächsischer und österreichischer Politiker.
1822 nahm er ein Studium an der Bergakademie Freiberg, wo er sich dem Corps Montania anschloss, auf, studierte anschließend Jura an der Georg-August-Universität Göttingen und der Universität Leipzig. Ab 1830 erhielt er Anstellungen bei den Bergämtern in Freiberg und Schneeberg. 1836 wurde Beust zum Bergmeister in Marienberg ernannt und 1838 an das Oberbergamt nach Freiberg berufen. Nach der Pensionierung des Berghauptmanns Johann Carl Freiesleben übernahm er ab 1842 dessen Dienstgeschäfte. Seine Ernennung zum Berghauptmann in Sachsen erfolgte am 1. Januar 1844. Gleichzeitig wurde Beust auch Blaufarbenwerkskommissar. Beust übte damit auch die Aufsicht über die Bergakademie, das Oberhüttenamt, die Oberzehntenämter in Freiberg und Annaberg sowie die Saigerhütte Grünthal aus. Am 7. Juli 1851 ist Beust zum Oberberghauptmann ernannt worden. Er war damit der letzte oberste Beamte des 1542 begründeten Oberbergamtes in Sachsen, der diese Amtsbezeichnung trug und gleichzeitig der erste Jurist in dieser Funktion. In seiner Amtszeit erfolgte der Bau des Rothschönberger Stollns. Als stellvertretender Abgeordneter des 8. städtischen Wahlkreises war er 1851/52 Mitglied der II. Kammer des Sächsischen Landtags.
Maßgeblich wirkte Beust am Zustandekommen des sächsischen Berggesetzes vom 22. Mai 1851 mit. Auch das am 16. Juni 1868 erlassene Allgemeine Berggesetz für das Königreich Sachsen, das die Abkehr vom Direktionsprinzip hin zum Liberalismus vollendete, trägt in vielen Zügen seine Gedanken. Jedoch war er ein Gegner einer radikalen Veränderung der historisch gewachsenen Strukturen der sächsischen Bergverwaltung zu einer reinen Aufsichtsbehörde, er konnte seine Vorstellungen hierzu jedoch nicht durchsetzen. Im Jahr 1867 wurde er zum Mitglied der Leopoldina gewählt.

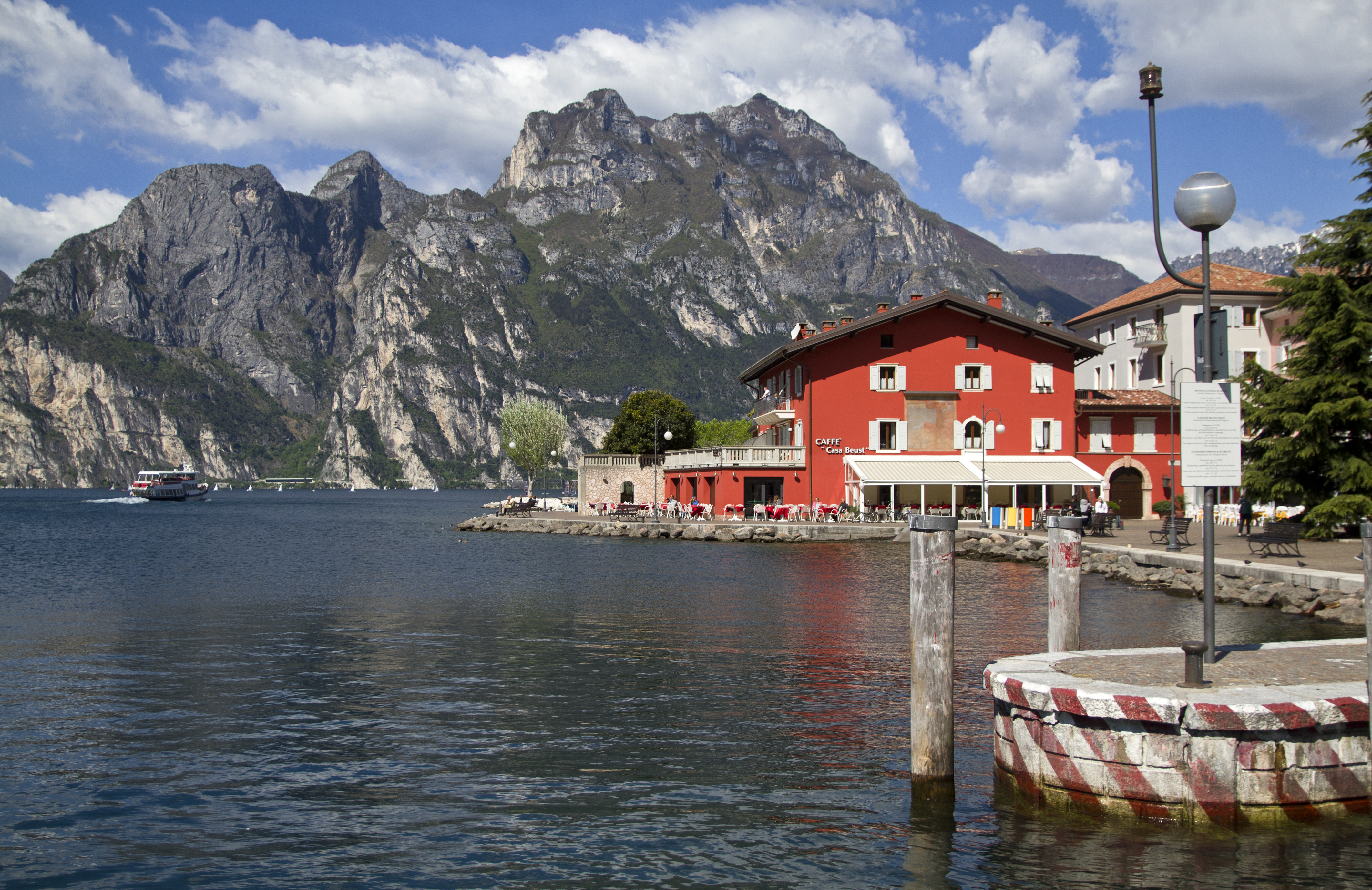
Casa Beust in Torbole am Gardasee

Vor der Einführung des neuen Berggesetzes zum 3. Januar 1869, das in seinem letzten Entwurf weiterhin auch die Auflösung des Oberbergamtes und aller Bergämter vorsah, legte Beust 1867 seine Ämter nieder und ging am 7. Juni 1868 nach Wien, wo er durch seinen Bruder zum K.K. Generalinspektor des Berg-, Hütten- und Salinenwesens in Cisleithanien ernannt wurde. An sein erfolgreiches Wirken an der Spitze der sächsischen Bergverwaltung konnte er in Österreich jedoch nicht anknüpfen, so dass er 1876 als Hofrat seinen Dienst quittierte und bis zu seinem Tode zurückgezogen am Gardasee lebte.
An die Spitze der sächsischen Bergverwaltung trat zum Jahresbeginn 1869 Bernhard Braunsdorf als Bergamtsdirektor. Braunsdorf, der nach dem Bergfach auch Rechtswissenschaften studiert hatte, wurde der erste Bergjurist an der Spitze der sächsischen Bergverwaltung. Noch zu Lebzeiten Freiherr Friedrich Constantin von Beusts übernahm mit Karl Edwin Leuthold als Nachfolger Braunsdorfs ein Jurist ohne bergmännische Vorbildung die Leitung des Bergamtes. Mit diesem Bruch jahrhundertealter Traditionen wurde auch der letzte Schritt des Überganges vom einstigen Bergstaat zur Verwaltungsbehörde vollzogen.
Freiherr von Beust war auch gesellschaftlich sehr engagiert und gehörte 1841 zu den Gründungsmitgliedern des Bergmännischen Vereins, vom 28. bis 30. Dezember 1848 der Deutschen Geologischen Gesellschaft und 1860 des Freiberger Altertumsvereines.

## Ehrungen
Auch nach seinem Weggang hielt er gute Kontakte nach Sachsen und verfolgte die Entwicklung des sächsischen Bergbaus intensiv und kritisch. Beust war Ehrenbürger der Stadt Freiberg, 1883 besuchte er in hohem Alter letztmals die Stadt anlässlich eines Bergmannstages. Nach seinem Tode wurde Beust mit der Benennung einer Straße geehrt.

## Schriften
- Geognostische Skizze der wichtigsten Porphyrgebilde zwischen Freyberg, Frauenstein, Tharandt und Nossen, Verlag Engelhardt, Freiberg 1835 (Digitalisat)
- Kritische Beleuchtung der Werner'schen Gangtheorie aus dem gegenwärtigen Standpunkte der Geognosie, Verlag Engelhardt, Freiberg 1840 (Digitalisat)
- Gangcharte über den Innern Theil der Freiberger Bergrefier, in drei Blättern: Erläuterungen, J. A. Barth 1842
- Bemerkungen zu der "Beurtheilung des Entwurfs zu einem Berggesetze für das Königreich Sachsen von einem Juristen und Gewerken", Verlag Engelhardt, Freiberg 1849 (Digitalisat)
- Ueber den gegenwärtigen Zustand und die Aussichten beim sächsischen Silberbergbau: Mit Rücksicht auf den Entwurf eines neuen Berggesetzes, Verlag Engelhardt, Freiberg 1850 (Digitalisat)
- Ueber die Fortschritte des Berg- und Hüttenwesens in Sachsen seit dem Jahre 1817, Graz und Gerlach'sche Buchhandlung, Freiberg 1850 (Digitalisat)
- Ueber die Entwickelungsfähigkeit des Freiberger Silberbergbaues und die Ursachen, welche diese Entwickelung früher zurückgehalten haben, Verlag Engelhardt, Freiberg 1851 (Digitalisat in der SLUB Dresden)
- Die Eisenbahnlinie von Dresden über Freiberg und Chemnitz nach Zwickau, Verlag Engelhardt, Freiberg 1852 (Digitalisat)
- Die Eisenbahnverbindung zwischen Zwickau und dem Obererzgebirge als Mittel gegen den Verfall der dasigen Eisenindustrie, Verlag Engelhardt, Freiberg 1852 (Digitalisat)
- Die obererzgebirgische Eisenbahn, Verlag Engelhardt, Freiberg 1854 (Digitalisat)
- Der sächsische Metallbergbau in seiner Beziehung zu den Staatsfinanzen, Verlag Engelhardt, Freiberg 1855 (Digitalisat)
- Die Bedeutung des Freiberger Berg- und Hüttenwesens gegenüber der dasigen Eisenbahnfrage, Verlag Engelhardt, Freiberg 1855 (Digitalisat)
- Das Obererzgebirge und die Eisenbahnen, Verlag Engelhardt, Freiberg 1855 (Digitalisat)
- Ueber ein Gesetz der Erzvertheilung auf den Freiberger Gängen, Verlag Engelhardt, Freiberg 1855 (Digitalisat Band 1 in der SLUB Dresden)
- Ueber die Erzgangzüge im sächsischen Erzgebirge in ihrer Beziehung zu den dasigen Porphyrzügen, Verlag Engelhardt, Freiberg 1856 (Digitalisat in der SLUB Dresden)
- Die Erzzonen im sächsischen Erzgebirge, Verlag Engelhardt, Freiberg 1859 (Digitalisat in der SLUB Dresden)
- Ueber die Erzführung der Freiberger Gänge als Bedingung ihrer Bauwürdigkeit, Verlag Engelhardt, Freiberg 1859. (Digitalisat in der SLUB Dresden)